# Alfonsina Storni
Alfonsina Storni Martignoni (Sala Capriasca, 22 maggio 1892 – Mar del Plata, 25 ottobre 1938) è stata una poetessa, drammaturga e giornalista svizzera naturalizzata argentina, esponente del modernismo, morta suicida in mare, davanti alla spiaggia "La Perla".

## Biografia
Figlia di un industriale della birra, Alfonsina nacque nel Canton Ticino, cantone italofono svizzero, dove apprese dai genitori  (Alfonso Storni e Paulina Martignoni) la lingua italiana prima di trasferirsi con la famiglia in Argentina, all'età di quattro anni.
I genitori si stabilirono a Rosario (Argentina), dove aprirono una trattoria, ma l'andamento incerto degli affari costrinse Alfonsina a lavorare fin da giovanissima come lavapiatti, cameriera, cucitrice e operaia. A proposito del suo nome di battesimo e della sua vita disse anni dopo all'amico Fermín Estrella Gutiérrez: "Mi chiamarono Alfonsina che significa disposta a tutto".
Nel 1907 si aggregò come attrice alla compagnia di teatro diretta da Manuel Cordero che si esibiva in tutto il paese. Prese parte così alla rappresentazione di opere di Henrik Ibsen, Benito Pérez Galdós e Florencio Sánchez. Questa esperienza le fece conoscere le principali opere del teatro classico e contemporaneo.
Dopo il nuovo matrimonio della madre, che si stabilì a Bustinza, Alfonsina si dedicò all'attività di maestra rurale a Coronda, dove conseguì il diploma e ottenne un posto da insegnante; contemporaneamente iniziò la collaborazione con alcune riviste letterarie, Mundo Rosarino, Monos y Monadas e, successivamente, anche con la più nota Mundo argentino, la prestigiosa rivista che pubblicava i versi del messicano Amado Nervo e del nicaraguense Rubén Darío. 
Proprio su questi periodici Alfonsina Storni pubblicò le sue prime poesie.
Nel 1911, pur tra gravi difficoltà economiche, decise di trasferirsi a Buenos Aires dove l'anno successivo, nel 1912, mise al mondo il figlio Alessandro, senza essere sposata e senza rivelare il nome del padre naturale del bambino. La condizione di ragazza-madre, il desiderio di proteggere l'intimità dei propri affetti, la necessità di affrontare da sola i problemi della vita, determinarono in lei un atteggiamento di aperta sfida e contrapposizione ai pregiudizi sociali e alla morale vigente. 

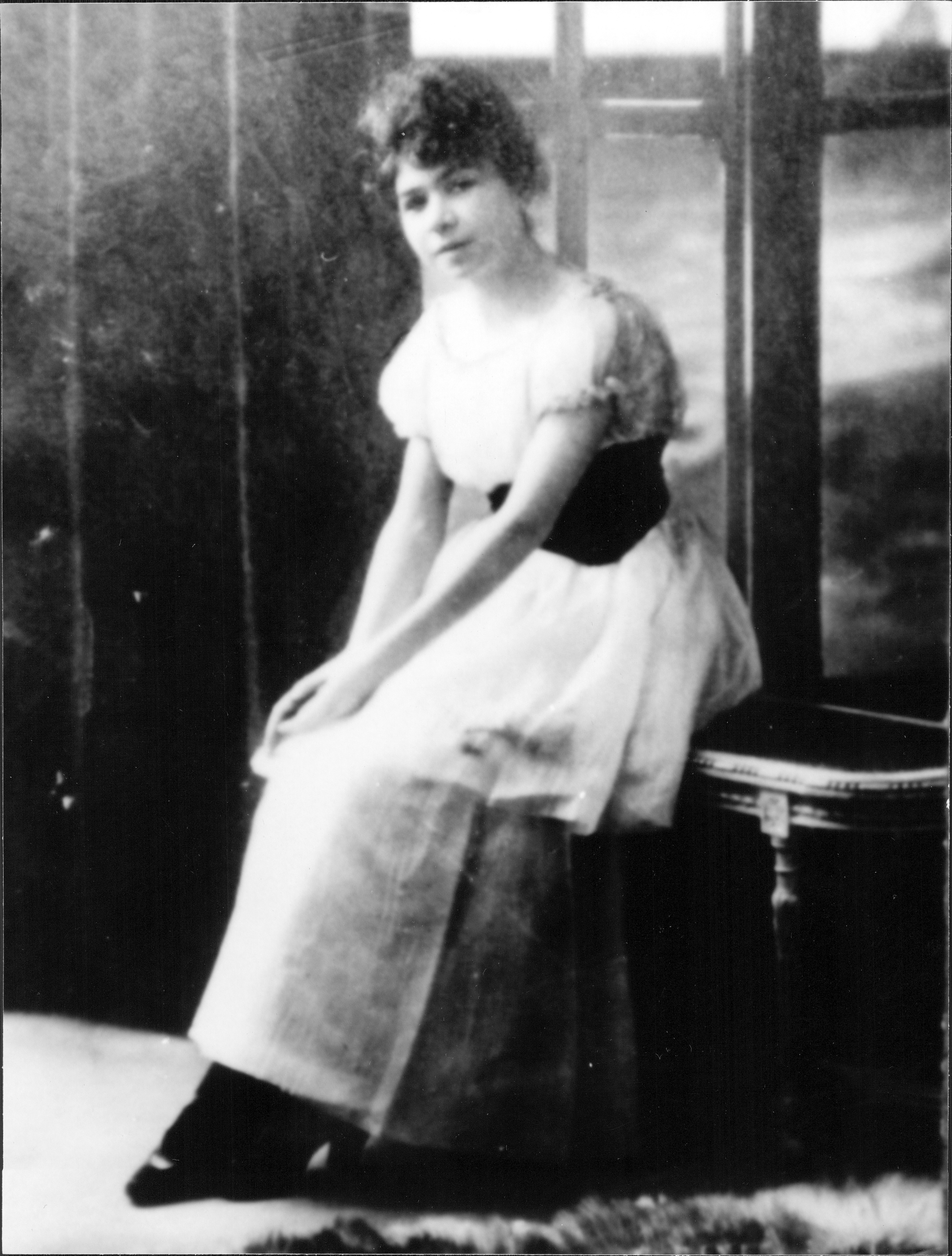
Alfonsina Storni nel 1916

In questo periodo iniziò a collaborare alla rivista letteraria Caras y Caretas (Volti e maschere). La sua prima raccolta di poesie in volume (La inquietud del rosal) apparve nel 1916. Il suo secondo volume, El dulce daño, del 1918, fu presentato pubblicamente dagli amici poeti Roberto Giusti e José Ingenieros. A partire dal 1920 iniziarono le sue visite a Montevideo dove, nel 1922, conobbe il poeta uruguayano Horacio Quiroga con il quale stabilì un'amicizia profonda e duratura che l'accompagnò fino alla morte. Con il volume Languidez, uscito proprio nel 1920, ottenne i primi importanti riconoscimenti a livello nazionale.
Nel 1923 assunse l'incarico di insegnante di letteratura presso la "Escuela Normal de Lenguas Vivas". Nello stesso periodo fu parte attiva nella organizzazione delle biblioteche popolari socialiste di Buenos Aires e lavorò come giornalista sotto lo pseudonimo di Tao Lao.
Il successo di pubblico e l'attenzione dei colleghi scrittori come anche della critica internazionale, provocarono in lei un crescente disagio interiore che sfociò in una forma di nevrosi sempre più radicata. Fu così che lasciò l'insegnamento e si dedicò ai viaggi. Negli anni Trenta si recò in Europa dove entrò in contatto con numerosi intellettuali.
Questa esperienza europea ebbe grande importanza per l'evoluzione del suo stile poetico. Studiò e conobbe Borges, Pirandello, Marinetti e García Lorca.
Come un terribile presagio, nella sua poesia si affiancarono sempre, fino a confondersi tra loro, i temi del mare e della morte: Frente al mar (1919), Un cementerio que mira al mar (1920), Alta mar (1934).
Nel 1935 si manifestarono i sintomi di un tumore al seno che la costrinse a sottoporsi a un difficile intervento chirurgico. Dopo un apparente miglioramento il male si ripresentò in tutta la sua aggressività. Alfonsina reagì con la scelta di un suicidio freddamente programmato e messo in atto quasi come in una scena teatrale e anticipato da molte sue poesie.
Molti i racconti sulle sue ultime ore di vita: si dice che Alfonsina, giunta in solitudine in un piccolo albergo di Mar del Plata, abbia composto la poesia Voy a Dormir, che effettivamente inviò al giornale La Nación e il giorno successivo si uccise entrando in mare e dirigendosi verso il largo, fino a quando le onde non la sommersero.
Riportiamo qui le parole scritte da Franca Cleis su Leggere Donna del 2002, parole che ben sintetizzano il senso della vita e dell'opera della Storni: 

## Omaggi e tributi
Il tragico suicidio della poetessa ispirò la canzone Alfonsina y el mar di Ariel Ramírez e Félix Luna, che fu interpretata da numerosi musicisti e cantanti di lingua spagnola e non, tra i quali Mercedes Sosa, Nana Mouskouri, Avishai Cohen, Miguel Bosé, Cristina Branco, Silvia Pérez Cruz e Rosalía Vila Tobella. Ne ha inciso una versione in spagnolo anche la cantautrice norvegese Ane Brun. In Italia la canzone è stata interpretata da Franco Simone, da Eugenio Bennato, da L'Arpeggiata (con Lucilla Galeazzi alla voce), dalla massima esponente della musica catalana di Alghero Franca Masu e da Antonella Ruggiero.
Tosca nell’ultimo Morabeza.
Nel 1982, Luis María Serra portò in musica molte poesie di Alfonsina Storni che furono interpretate dalla cantante argentina Marikena Monti.

## Scritti

### Poesia
- La inquietud del rosal (1916)
- El dulce daño (1918)
- Irremediablemente (1919)
- Languidez (1920)
- Ocre (1925)
- Poemas de amor (1926)
- Mundo de siete pozos (1934)
- Mascarilla y trébol (1938)
- Antología poética (1938)
- Poesías completas (1968)

L'opera completa è in corso di pubblicazione:
- Alfonsina Storni, Poesía, ensayo, periodismo, teatro, a cura di Delfina Muschietti, Buenos Aires, Losada, 1999;

Edizioni in lingua italiana:
- Poemas de amor, a cura di Franca Cleis, Marinella Luraschi e Pepita Vera, traduzione di Augusta López-Bernasocchi, (con una introduzione della studiosa argentina Beatriz Sarlo), Bellinzona, Casagrande, 1988 e nuova edizione del 2002;
- Ultratelefono, curato e tradotto da Pina Allegrini, Chieti, Noubs, 1997;
- Vivo, vivrò sempre e ho vissuto (antologia), a cura di Franca Cleis e Marinella Luraschi Conforti, Balerna, Edizioni Ulivo, 2008;
- Senza rimedio, traduzione di L. Valori, R. Lo Russo, Ed. Le Lettere, 2011;
- L'inquietudine del roseto, traduzione e cura di Daniele Lucchini, Finisterrae, 2023 [ISBN 9791222059105].

### Teatro
- El amo del mundo: comedia en tres actos (1927)
- Dos farsas pirotécnicas (1932)

### Saggi
- Nosotras y la piel: selección de ensayos (1919)

## Archivio Alfonsina Storni
Una raccolta di documenti sulla vita e l'attività della poetessa è conservata presso la Biblioteca cantonale di Lugano, in seguito alla donazione di Angelo Zanon Dal Bo, primo traduttore italiano della poetessa.